# Haliplus obliquus
Haliplus obliquus (Syn.: H. amoenus) ist ein Käfer aus der Familie der Wassertreter (Haliplidae). 

## Merkmale
Die Käfer erreichen eine Körperlänge von 3,5 Millimetern. Der Körper ist an der Oberseite nur schwach glänzend und matt und überall sehr fein punktförmig strukturiert. Die Deckflügel tragen feine Punktstreifen und schwarze Längsstreifen, die häufig unterbrochen sind und gemeinsam schräge Flecken bilden. Der Halsschild ist gelb, ihm fehlen die dunklen Querbinden, die der ähnliche Haliplus varius aufweist. Basalstrichel fehlen am Halsschild ebenso. Der Prothorax ist ungerandet und stark punktiert.

## Vorkommen und Lebensweise
Die Art kommt in weiten Teilen Europas vor und fehlt im hohen Norden sowie südlich vom Nordosten Spaniens und Norditalien. Sie ist in Mitteleuropa selten und nur lokal verbreitet. Die Tiere leben in sauberen, stehenden und langsam fließenden Gewässern.